# Aeroporto Internacional de Xarja
O Aeroporto Internacional de Xarja (em árabe: الشارقة; romaniz.: Sharjah)  localizado em Xarja, nos Emirados Árabes Unidos.
É uma importante aeroporto cargueiro doméstico e base da transportadora de baixo custo Air Arabia.
É também um dos maiores pontos de ingresso heroína afegã transportados por via aérea

## Estatísticas

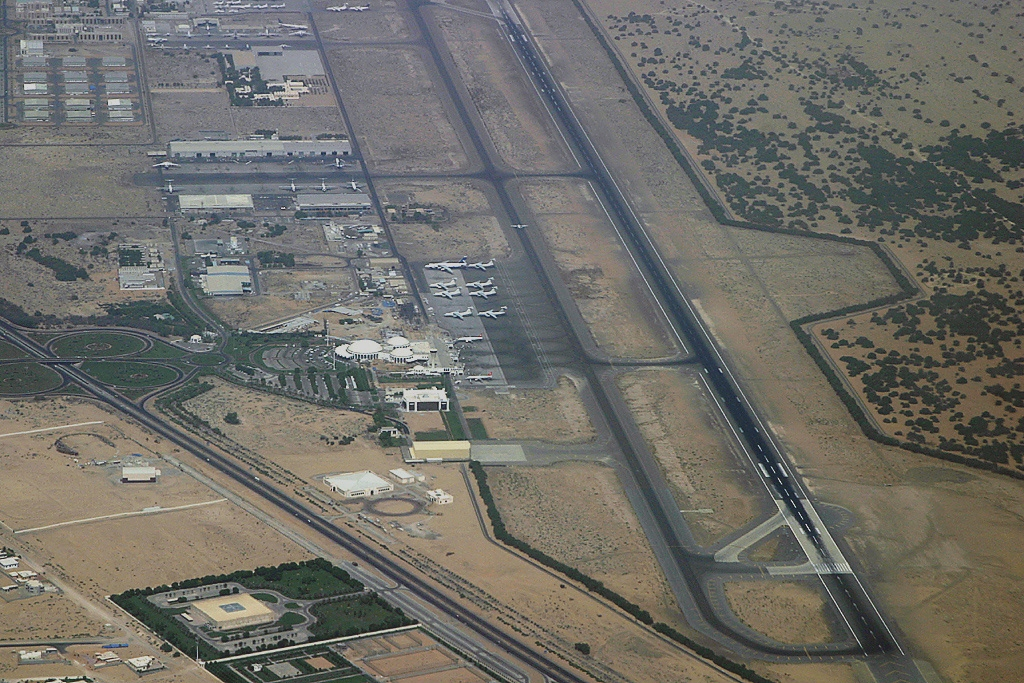
Vista aérea do aeroporto.

| Ano  | Total de Passageiros | Movimentos de Aeronaves |
| ---- | -------------------- | ----------------------- |
| 1999 | 1,001,852            | 27,577                  |
| 2000 | 948,207              | 25,997                  |
| 2001 | 861,478              | 24,431                  |
| 2002 | 1,028,624            | 24,803                  |
| 2003 | 1,247,458            | 28,017                  |
| 2004 | 1,661,941            | 32,334                  |
| 2005 | 2,237,646            | 38,699                  |
| 2006 | 3,064,396            | 44,182                  |
| 2007 | 4,324,313            | 51,314                  |

## Linhas Aéreas e Destinos
- African Express Airways (Nairobi)
- Air Algerie (Algiers)
- Air Arabia (Ahmedabad, Aleppo, Alexandria, Almaty, Amman, Asyut, Astana, Bahrain, Bangaluru, Beirut, Calicut, Chennai, Chittagong, Cochin, Coimbatore, Colombo, Damascus, Dammam, Delhi, Dhaka, Doha, Hyderabad, Istanbul-Sabiha Gökçen, Jaipur, Jeddah, Kabul, Karachi, Kathmandu, Khartoum, Kuwait, Kiev-Boryspil, Latakia, Luxor, Mumbai, Muscat, Nairobi, Nagpur, Peshawar, Riyadh, Sanaa, Sharm-el-Sheikh, Sialkot [planned for 2008], Tehran-Imam Khomeini, Thiruvananthapuram, Yerevan)
- Air Blue (Islamabad, Lahore)[Starting Dec 1st]
- Air India (Madinah,Mumbai,Jeddah)
  - Air India Express (Calicut, Cochin, Kuwait, Mangalore, Trivandrum)
  - Indian Airlines (Ahmedabad, Amritsar, Bangalore, Calicut, Chennai, Cochin, Delhi, Hyderabad, Lucknow, Mumbai, Trivandrum, Trichy)
- Airlines 400 (Adler-Sochi, Kabul)
- Airwest (Kabul, Khartoum)
- Anikay Air (Bishkek)
- Aria Tour (Bandar Abbas)
- AVE.com (Chelyabinsk, Samara)
- British Gulf International Airlines (Baghdad, Kandahar)
- China Southern Airlines (Jeddah, Urumqi)
- Click Airways (Baghdad)
- Dagestan Airlines (Makhachkala)
- Djibouti Airlines (Djibouti)
- Egyptair (Cairo)
- Elbrus Avia (Nalchik)
- Eurocypria Airlines (Colombo, Larnaca, Warsaw)
- Imtrec Aviation (Kabul)
- Jubba Airways (Mogadishu)
- Kam Air (Kabul)
- Kish Air (Bandar Abbas, Kish Island)
- Kuban Airlines (Krasnodar)
- Luxor Air (Alexandria, Borg el Arab)
- Mark Air (Karaganda)
- Orbit Aviation (Gwadar, Turbat)
- Pakistan International Airlines (Turbat)
- Royal Brunei Airlines (Bandar Seri Begawan, Jeddah)
- Saudi Arabian Airlines (Jeddah, Medina, Muscat)
- StarLine.kz (Shymkent)
- Sudan Airways (Khartoum)
- Sudanese State Aviation (Khartoum)
- Syrian Arab Airlines (Damascus, Delhi)
- Tahmid Air (Almaty)
- Tajik Air (Dushanbe)
- Tenir Airlines (Baghdad)
- Tiramavia (Kabul)
- Transaero (Moscow-Domodedovo)
- Uzbekistan Airways (Tashkent)

### Linhas Cargueiras
- Avient Aviation (Abidjan, Accra, Bamako, Kano, Lagos, Libreville, Malabo, Ouagadougou, Pointe-Noire)
- Azza Transport
- Cathay Pacific Cargo
- Cargoitalia
- Cargolux
- Egyptair Cargo
- Kalitta Air (Amsterdam)
- Lufthansa Cargo
- Martinair Cargo Cargo Hub (Amsterdam, Hong Kong, Tianging, Nanjing, Xiamen, Sydney, Muscat, Bangkok, Beirut, Dammam, Bahrain, Kuwait)
- Singapore Airlines Cargo

## Incidentes
Em 10 de fevereiro de 2004, um Kish Air colidiu com Fokker F50 em uma abordagem, matando 43 de seus 46 ocupantes, que constou de 6 tripulantes e 40 passageiros. Em 21 de outubro de 2009 um Boeing 707 de carga caiu logo após a decolagem, matando os seis tripulantes (de origem sudanesa).